# Umbelligerus furcillatus
Umbelligerus furcillatus är en insektsart som beskrevs av Albino Morimasa Sakakibara 1981. Umbelligerus furcillatus ingår i släktet Umbelligerus och familjen hornstritar. Inga underarter finns listade i Catalogue of Life.